# Wohnplatz Krogsbølle
Der Wohnplatz Krogsbølle wurde in einem Wohnviertel am nordöstlichen Stadtrand von Nakskov auf Lolland in Dänemark entdeckt. Die Spuren der ersten Menschen in Dänemark stammen von Rentierjägern, die hier vor etwa 14.000 Jahren, als die Eiszeit vorüber ging, einen kurzen Aufenthalt machten. Als das Eis sich nach Norden zurückzog, folgten die Jäger ihrer Beute in eisfreie Landschaften. Solch alte Wohnplätze wurden nur in Südjütland und auf Lolland gefunden.
Die Ausgrabungen ergaben eine Momentaufnahme des Lebens vor 14.000 Jahren. Die Feuersteinwerkzeuge zeigen die Erfolge der Jagd. Rentiere lieferten vieles, was die Menschen zum Leben brauchten. Kleidung, Werkzeuge und Zelte aus Ren sorgten dafür, dass die Jägerfamilien unter den rauen Bedingungen am Rande der bekannten Welt überlebten. Die ersten Bewohner Dänemarks lebten am Ufer eines Sees am heutigen Løjtoftevej. Der See ist der letzte Rest des einst größeren Sees. Ablagerungen im See zeigten, dass sich Menschen in einer offenen Landschaft bewegten. Hier gab es Zwerg-Birken, Wiesen und Rentiere, die in Herden lebten. Im See wurde auch das Skelett von Dänemarks ältester Möwe (von ungefähr 12.300 v. Chr.) gefunden. DNA-Analysen zeigen, dass es sich um eine Herings-, Polar- oder Silbermöwe handelt.